# Annette Keur
Annette Carina Keur (Velsen, 29 gennaio 1964) è un'ex cestista olandese.

## Carriera
Con i Paesi Bassi ha disputato quattro edizioni dei Campionati europei (1981, 1983, 1985, 1989).